# تكلفة حقوق الملكية
تكلفة حقوق الملكية (بالإنجليزية: Cost of Equity)‏ هي أقل عائد يجب على الشركة تحقيقه لملاكها المساهمين فيها لتعويضهم عن تحملهم للمخاطر المرتبطة بهذا الاستثمار وعن مقدار التغير في قيمة النقود عبر الزمن، وتساوي تكلفة الفرصة البديلة التي يتحملها المستثمرون نتيجة استثمارهم في الشركة. وتستعمل تكلفة حقوق الملكية كمعدل خصم عند تقييم الأسهم التجارية، كما أنها أحد عنصري تكلفة رأس المال الذي يستخدم في تقييم الاستثمار في المشاريع التجارية.

## شرح المفهوم
يقوم مفهوم تكلفة حقوق الملكية على أن المساهمين في مشروع ما بإمكانهم استثمار أموالهم في أي مشروع آخر، ولكي يقرروا أن يستثمروها في هذا المشروع فعليه تحقيق عائد لا يقل عما يمكنهم تحقيقه من مشروع مشابه له. وبطبيعة الحال يجب على هذا العائد أن لا يقل عما يمكن أن يحصل عليه المستثمرين بدون أي تعب أو مخاطرة عن طريق الاستثمار في السندات الحكومية والتي يطلق على عائدها بالعائد الخالي من المخاطرة، ويبني المستثمرين توقعاتهم بناء على المخاطر المرتبطة بالاستثمار في المشروع، فكلما زادت المخاطر زادت تكلفة حقوق الملكية له.،وتسمى هذه الزيادة الناتجة عن زياده المخاطر ب(زيادة المخاطر)

## طريقة الحساب
توجد عدة طرق لتقدير تكلفة حقوق الملكية لأي شركة، ولكن كل الطرق مبنية على نفس المعادلة النظرية وهي:
{\displaystyle k=R_{f}+R_{i}}
حيث أن:
| الرمز                 | المعنى                    | وحدة القياس |
| --------------------- | ------------------------- | ----------- |
| {\displaystyle k}     | تكلفة حقوق الملكية        | %           |
| {\displaystyle R_{f}} | العائد الخالي من المخاطرة | %           |
| {\displaystyle R_{i}} | علاوة المخاطرة            | %           |

نموذج خصم الأرباح الموزعة
يعتبر هذا النموذج من أبسط السبل لتقدير تكلفة حقوق الملكية لسهم شركة ما مدرجة في سوق الأسهم، ويتم ذلك طبقا للمعادلة:
{\displaystyle k={\frac {D_{1}}{P}}+g}
حيث أن:
| الرمز                 | المعنى                                   | وحدة القياس |
| --------------------- | ---------------------------------------- | ----------- |
| {\displaystyle k}     | تكلفة حقوق الملكية                       | %           |
| {\displaystyle D_{1}} | الربح المتوقع توزيعه للسهم               | عملة        |
| {\displaystyle P}     | سعر السهم                                | عملة        |
| {\displaystyle g}     | معدل النمو المتوقع في الربح الموزع للسهم | %           |

نموذج تقييم الأصول الرأسمالية
يعتمد هذا النموذج على قياس المخاطر النظمية لاستثمار ما بافتراض إضافة هذا الاستثمار إلى محفظة استثمارية منوعة تنويعا ممتازا، وهذا النموذج هو الأكثر شيوعا في التطبيقات الاستثمارية، ويستخدم المعادلة:
{\displaystyle k=R_{f}+\beta \times (R_{m}-R_{f})}
حيث أن:
| الرمز                  | المعنى                    | وحدة القياس |
| ---------------------- | ------------------------- | ----------- |
| {\displaystyle k}      | تكلفة حقوق الملكية        | %           |
| {\displaystyle R_{f}}  | العائد الخالي من المخاطرة | %           |
| {\displaystyle \beta } | معامل بيتا                | بيتا        |
| {\displaystyle R_{m}}  | علاوة مخاطرة السوق        | %           |